# American Beverage Institute

Logo

Das American Beverage Institute ist eine Lobbyorganisation der amerikanischen Getränkeindustrie mit Sitz in Washington, D.C. Sie ist eine der einflussreichsten politischen Interessengruppen in den USA.
Unter anderem versucht der Verband, Einschränkungen des Alkoholkonsums und die Absenkung der im Straßenverkehr zulässigen Promillegrenze zu verhindern.

## Gegner
Gegner des Verbandes sind unter anderem Ärzteorganisationen, mehrere Krankenkassen, sowie die Vereinigung Mothers Against Drunk Driving (MADD), zu deutsch etwa „Mütter gegen Trunkenheit am Steuer“, eine Elternorganisation in den USA, die sich gegen das Autofahren im alkoholisierten Zustand engagiert.